# Abancourt (Oise)
Abancourt è un comune francese di 661 abitanti situato nel dipartimento dell'Oise della regione dell'Alta Francia.

## Società

### Evoluzione demografica
Abitanti censiti